# Percy Hynes White
Percy Hynes White (* 8. října 2001 St. John's ) je kanadský herec. Je známý svými rolemi ve filmech Edge of Winter, Vánoční horor (A Christmas Horror Story), televizním seriálu Between, či hlavní roli v seriálu X-Men: Nová generace, kde ztvárnil postavu Andy Struckera. Od roku 2022 hraje postavu Xaviera Thorpa v komediálním hororovém seriálu Wednesday.
Je synem spisovatele, herce a režiséra Joela Thomase Hynese a spisovatelky a herečky Sherry Whiteové.